# Gambia Biometric Identification System
Das Gambia Biometric Identification System (GAMBIS) ist ein Projekt im westafrikanischen Staat Gambia, das nach eigenen Angaben das weltweit erste integrierte biometrische Identitätsmanagementsystem ist.
Durch dieses System erfasst die gambische Regierung biometrische Daten aller ihrer im Land lebenden Bürger und im Land dauerhaft oder vorübergehend niedergelassene Ausländer. Die Karten werden an Volljährige (in Gambia ab 18) ausgegeben. Ausgegeben werden die GAMBIS-Karten seit dem 23. Juli 2009 an nun acht Stationen in fünf Orten im Land.
Bis zum März 2010 wurden mehr als 100.000 GAMBIS-Karten ausgegeben. Und Mitte 2012 wurden mehr als 300.000 Karten ausgegeben.

## Verwendungszweck
Die Daten werden in der ersten Phase genutzt, um folgende Dokumente zu ersetzen:
- Ausweise (englisch National Identity Card)
- Wohn-/ Arbeitserlaubnisse (englisch Residential/Work Permit A/B)
- Führerscheine (englisch Driving Licenses)

Weitere Dokumente werden in weiteren Phasen in der Zukunft ersetzt:
- Reisepässe (englisch Passports)
- Visa (englisch Visas)
- Geburtsurkunden (englisch Birth Certificates)
- Heiratsurkunde (englisch Marriage Certificates)
- Sterbeurkunde (englisch Death Certificates)

## Erstellung der Karte
Um die GAMBIS-Karten zu erhalten, muss zunächst ein Antragsformular bei einer der Ausgabestationen ausgefüllt werden. Dieses Antragsformular muss von einer berechtigten Person unterzeichnet werden, dies sind die folgenden: Abgeordneter des Parlaments (englisch Member of Parliament), Friedensrichter (englisch Justice of the Peace), einem Imam oder der Minister für Religion (englisch Imam or Minister of Religion), Regional
Governor, Head Chief, Area Councilor, Alkalo oder ein Beamter der Kategorie IV oder V (englisch Village Alkalo or Civil Servant of Category IV and V, Grade10-12). Zudem muss mindestens einer der folgenden Belege mit Kopie vorgelegt bzw. eingereicht werden: Geburtsurkunde, gambischer Reisepass, Stimmberechtigungskarte (englisch Gambian Voters Card), Zertifikat eines Seyfo (englisch Seyfo's Certificate) oder Zertifikat eines Alkalo (englisch Village Alkalo’s Certificate). Für eine Aufenthaltserlaubnis muss jedoch ein Reisepass im Original vorgelegt werden. Als Nächstes wird der Daumenabdruck eingescannt und ein Porträt aufgenommen. Die Ausgabe der GAMBIS-Karte erfolgt in der Regel nach einem Geschäftstag.
Die Gebühren für die Ausstellung der GAMBIS-Karte belaufen sich für den Ausweis auf 200 Dalasi (D), die Auslandsaufenthalt (A) auf 1100 D, die Auslandsaufenthalt (B) für Angehöriger eines ECOWAS-Staates 1300 D und 1800 D für andere Staatsangehörige.